# 4444
4444(사천사백사십사)는 4443보다 크고 4445보다 작은 자연수다.

## 수학
- 합성수로, 그 약수는 총 12개다. (1, 2, 4, 11, 22, 44, 101, 202, 404, 1111, 2222, 4444)
  - 4444의 진약수의 합은 4124이므로, 4444는 부족수다.
- 회문수다.
- {\displaystyle 17^{10}-1}은 4444로 나누어떨어진다.
- 포포즈(Four fours): 4를 4번 써서 0과 모든 자연수를 만드는 것.

## 과학·기술
- NGC 4444(영어판): 센타우루스자리 방향에 있는 중간나선은하.
- 4444 에셔: 소행성.
- ProRes 4444: 애플의 손실 압축 포맷.

## 교통
- 4-4-4-4: 증기 기관차의 차륜 유형.

## 기타
- 연도: 4444년, 기원전 4444년
- 대한민국의 장례식장 전화번호는 보통 4444로 끝난다.

## 같이 보기
- 4000